# George Uscătescu
George Uscătescu (n. 5 mai 1919, Crețești, România – d. 11 iunie 1995, Madrid, Spania) a fost un filosof, estetician, eseist, poet și sociolog român, membru de onoare din străinătate al Academiei Române de la 10 septembrie 1991.

## Biografie
A urmat cursurile liceale la Târgu-Jiu și a susținut examenul de bacalaureat la Craiova în 1937. A studiat apoi la Facultatea de Litere și Filozofie și la Facultatea de Drept din cadrul Universității din București. În anul 1940, în urma recomandării lui Nicolae Iorga, a obținut o bursă de studii în Italia. Acolo a realizat cu strălucire trei doctorate: în filozofie, litere și drept. Datorită conjuncturii cauzate de grava conflagrație din acel timp din Europa, nu s-a mai întors în țară și s-a stabilit definitiv în Spania, care a devenit patria lui adoptivă.
A ajuns profesor universitar la Universitatea Complutense din Madrid, titular al catedrei de filozofie, care a fost a lui Ortega y Gasset și a lui Eugenio D'Ors, a desfășurat o activitate enciclopedică, abordând subiecte de cultură, estetică, filozofie, de istorie, politologie etc. Operele lui sunt scrise în majoritate în spaniolă, dar și în limbile italiană, franceză, germană și traduse în engleză, portugheză, greacă. A fost profesor onorific al universităților din Roma, Buenos Aires, Modena, Ciudad de Mexico, Strasbourg, Florența, Genova, Valencia, Veneția, Trieste, Palermo, Bologna.
A înființat Cercul de Studii «Destin» din Madrid care a tipărit revista Destin, pe care a condus-o timp de peste 20 de ani (1951-1972) și care a reprezentat un adevărat focar de cultură al exilului românesc, aici colaborând Grigore Gafencu, Mircea Eliade, Emil Cioran, Ștefan Lupașcu, Vintilă Horia, Valeriu (Bartolomeu) Anania, Nicu Caranica și alte personalități culturale românești. A predat, de asemenea, cursuri universitare la Barcelona, în Argentina și în Italia. George Uscătescu a fost președintele Societății Ibero-Americane de Filozofie și președintele Societății de Studii Umaniste „Giovanni Gentile” din Roma.
Opera sa, numărând peste 80 de cărți și sute de articole (foarte multe publicate în ziarul ABC din Madrid, unde colabora cu regularitate), este formată din studii și eseuri în domeniul esteticii, diplomației, filozofiei culturii și a dreptului.
După Revoluția din decembrie 1989 a fost printre primii români din exil care s-a alăturat mișcării de emancipare politică și culturală care a deschis noul curs al istoriei în România.

## Activitate literară
În domeniul literar George Uscătescu a debutat la 20 de ani în revista Tinerețea din București și pe parcursul vieții a publicat 7 volume de poezie în colecția „Destin”: Tanatos - 1970; Dărâmat Ilion - 1972; Melc Sideral - 1974; Memoria Pădurii - 1977; Millenarium - 1980; Poeme - 1981; Autobiografie - 1985; Timp și Destin - 1993.
Alte lucrări ale sale au omagiat mari artiști români: Brâncuși, Luceafărul, La un centenar (1989). Înainte de 1989 opera sa a fost remarcată, tradusă și publicată în România: Erasmus (1982); Brâncuși și arta secolului (1985); Ontologia culturii și procesul umanismului (1987).

## Legături externe
- O întâlnire memorabilă și tâlcurile ei[nefuncțională]
, 1 februarie 2013, Grigore Ilisei, Ziarul Lumina